# Viola Calligaris
Viola Calligaris (Sarnen, 17 maart 1996) is een voetbalspeelster uit Zwitserland. Ze speelt als verdediger voor Juventus FC in de Serie A.

## Clubcarrière
Calligaris begon met voetballen bij FC Giswis in het kanton Obwalden op jonge leeftijd. In 2009 kwam ze uit voor FC Sachseln en SC Kriens. Na een periode bij SC Emmen United keerde in 2012 terug bij SC Kriens waarvoor ze haar professionele carrière begon. In 2013 stapte ze over naar de Zwitserse topclub BSC Young Boys. 
Voorafgaande aan het seizoen 2017-2018 maakte Calligaris de overstap naar Atlético Madrid in de Primera División Femenina.
Na jaren in Spanje te hebben gevoetbald bij Valencia CF en Levante UD, tekende Calligaris op 29 juni 2023 een contract bij Paris Saint-Germain tot juni 2025.
Op 15 januari 2024 werd Calligaris tot het einde van het seizoen 2023/24 verhuurd aan het Italiaanse Juventus. Op 7 juli 2024 tekende Calligaris een tweejarig contract in Turijn, waarmee ze de definitieve overstap naar Juventus FC maakte.

## Statistieken
| Seizoen   | Club                | Land        | Competitie       | Wedstrijden | Doelpunten |
| --------- | ------------------- | ----------- | ---------------- | ----------- | ---------- |
| 2013-2017 | BSC Young Boys      | Zwitserland | Super League     | 58          | 11         |
| 2017/18   | Atlético Madrid     | Spanje      | Primera División | 16          | 3          |
| 2018/19   | Atlético Madrid     | Spanje      | Primera División | 14          | 0          |
| 2019/20   | Valencia CF         | Spanje      | Primera División | 21          | 0          |
| 2020/21   | Levante UD          | Spanje      | Primera División | 4           | 0          |
| 2021/22   | Levante UD          | Spanje      | Primera División | 22          | 1          |
| 2022/23   | Levante UD          | Spanje      | Primera División | 22          | 0          |
| 2023/24   | Paris Saint-Germain | Frankrijk   | Division 1       | 6           | 0          |
| 2023/24   | Juventus            | Italie      | Serie A          | 11          | 0          |
| 2024/25   | Juventus            | Italie      | Serie A          | 8           | 0          |
| Totaal    | Totaal              | Totaal      | Totaal           | 182         | 15         |

Laatste update: 29 juni 2025

## Interlandcarrière
Calligaris maakte haar debuut voor Zwitserland in een vriendschappelijke wedstrijd tegen Verenigde Staten.
Op 3 juli 2017 werd Calligaris opgenomen in de selectie voor het EK 2017. Calligaris kwam enkel in actie in de wedstrijd tegen Frankrijk waar ze in de 65ste minuut mocht invallen voor Martina Moser. Zwitserland werd uitgeschakeld in de groepsfase op dit eindtoernooi.
Op 24 november 2017 maakte Calligaris haar eerste interlanddoelpunt in een wedstrijd tegen Wit-Rusland om kwalificaties voor het WK 2019.
Calligaris werd opnieuw opgenomen in de selectie van Zwitserland voor het EK 2022. Zwitserland werd op dit eindtoernooi uitgeschakeld in de groepsfase na een 1-4 nederlaag tegen Nederland. Calligaris kwam alle wedstrijden van Zwitserland in actie.
In 2023 mocht Calligaris met Zwitserland aantreden op het WK 2023. Zwitserland wist de achtste finales te halen waarin Spanje met 1-5 te sterk was. Calligaris kwam enkel in actie in dat duel en het derde groepsduel tegen Nieuw-Zeeland.
Twee jaar later werd Calligaris opnieuw opgenomen in de definitieve selectie van Zwitserland voor op het EK 2025 in eigen land.